# Aurelie Obermayer
Aurelie Obermayer, geb. Wallner (* 25. September 1845 in Dobromyl, Galizien; † 23. Jänner 1922 in Wien), war eine österreichische Schriftstellerin, die sich unter anderem auf dem Gebiet der Kunststrickerei Verdienste erwarb. Sie veröffentlichte auch unter dem Pseudonym Anonyma.

## Leben
Obermayer wurde als Tochter eines Hofrats in Dobromyl geboren. Sie erhielt eine gute Erziehung und heiratete früh den Verkehrsdirektor der k.k. Staatsbahnen August Obermayer († 1888). Obermayer engagierte sich in der Waisen- und Armenpflege und war für zwölf Jahre ehrenamtlich als Waisenmutter tätig. Nachdem sie ihr Amt aus gesundheitlichen Gründen aufgeben musste, ehrte sie der Gemeinderat der Stadt Wien mit der goldenen Salvator-Medaille für ihren ehrenamtlichen Einsatz. Ihre Erfahrungen verarbeitete Obermayer unter anderem in Feuilletons und Novellen, die in österreichischen und deutschen Zeitungen zunächst unter dem Pseudonym Anonyma und später unter ihrem Realnamen erschienen. In Marianne Niggs Zeitschrift Frauen-Werke veröffentlichte Obermayer unter anderem ihre Fortsetzungsnovelle Goldschnitt.
Neben ihrer schriftstellerischen Arbeit widmete sich Obermayer dem Stricken, dem sie zu neuer Bedeutung verhelfen wollte. Auf dem Gebiet der Kunststrickerei erwarb sie zwei Patente und erhielt im Jahr 1895 von der österreichischen Statthalterei in Wien eine Konzession zur Errichtung und Führung einer privaten Lehranstalt für Kunststrickerei, in der junge Frauen unterrichtet wurden. Die Schule wurde noch im selben Jahr als Erste österreichische Privatlehranstalt für Kunststrickerei in Wien eröffnet. Im September 1896 veröffentlichte Obermayer ihr Sachbuch Technik der Kunststrickerei, das unter anderem von Kaiser Franz Joseph I. subventioniert wurde. Sie hielt in den folgenden Jahren unter anderem in Brünn und Wien Vorträge über Die Geschichte der Kunststrickerei. Im Jahr 1898 lebte Obermayer in Wien.

## Werke
- Goldschnitt (Novelle, 1894)
- Die Technik der Kunststrickerei (1897)
- Der Märchenkessel (Märchen und Allerlei, 1910)
- Ich kann handarbeiten (1914, Mitarbeit)